# Gebirgstruppe (Deutschland)

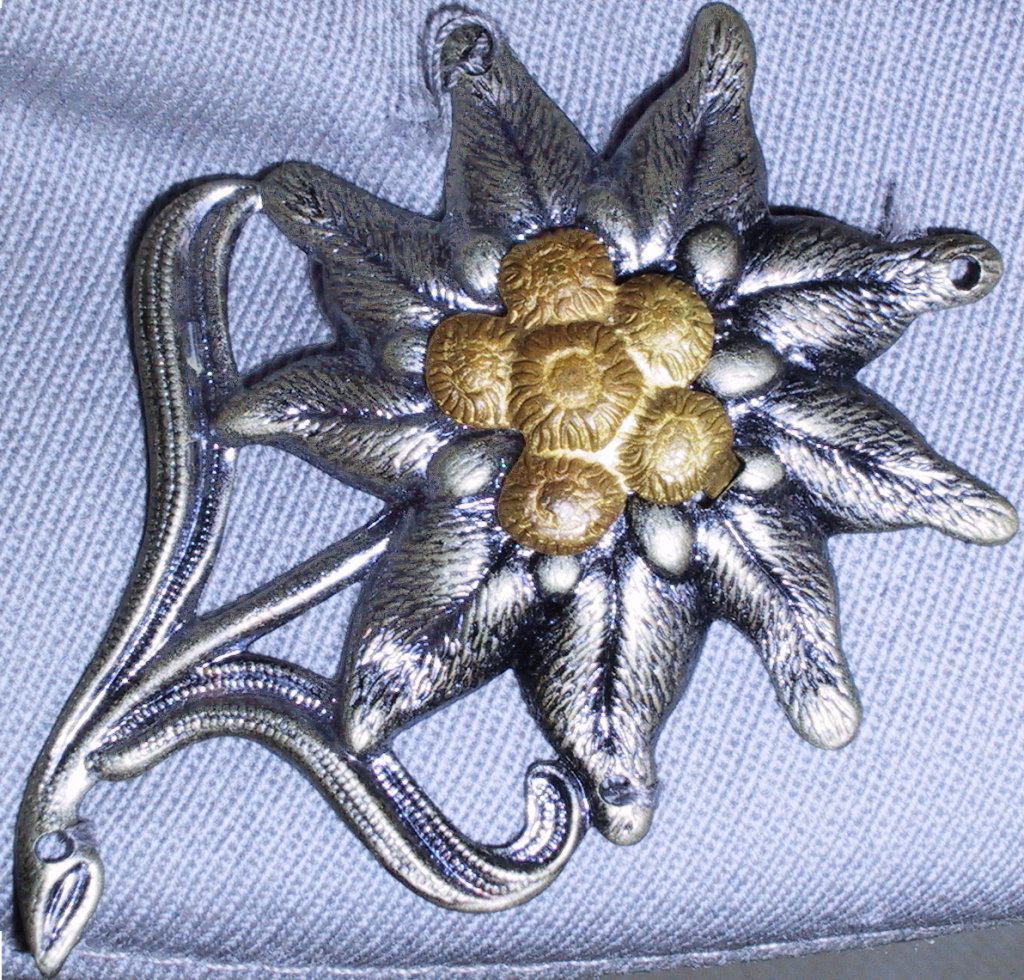
Mützenabzeichen der Gebirgstruppe der Bundeswehr

Die deutsche Gebirgstruppe ist der speziell für den Kampf in schwierigem Gelände und unter extremen klimatischen Bedingungen ausgebildete und ausgerüstete Teil deutscher Streitkräfte.
Das Deutsche Alpenkorps des deutschen Heeres war der erste größere Verband der deutschen Gebirgstruppe. Das 1915 nach österreichisch-ungarischem Vorbild aufgestellte Alpenkorps wurde im Ersten Weltkrieg vorrangig im Alpenraum zur Unterstützung der k.k. Gebirgstruppe und auf dem Balkan eingesetzt. Auch die Reichswehr, Wehrmacht und Waffen-SS stellten Gebirgstruppen auf. Die Gebirgstruppe zeichnete sich im Zweiten Weltkrieg meist durch eine hohe militärische Effektivität aus. Ihr Einsatzgebiet reichte
von der subpolaren Tundra (Finnland, Norwegen) bis zum tunesischen Bergland. Einige Truppenteile verübten dabei eine Reihe von Kriegsverbrechen, wie u. a. das Massaker auf Kefalonia. Der Traditionspflege der Gebirgstruppe wird in diesem Zusammenhang von einzelnen Gruppen eine fehlende Distanz zur eigenen Rolle im Dritten Reich vorgeworfen, was diese aufgrund ihres Statuts und ihrer gelebten internationalen Aktivitäten zur Versöhnung entschieden zurückweist.
Heute bildet im Heer der Bundeswehr die Gebirgsjägerbrigade 23 den Kern der deutschen Gebirgstruppe. Die Gebirgstruppe wird auch bei Auslandseinsätzen der Bundeswehr herangezogen, so z. B. im Kosovo, in Afghanistan und in Mali.

## Gebirgsschützen in Bayern
Als Vorläufer können die bayerischen Gebirgsschützen angesehen werden. Um die bayerische Südgrenze vor österreichischen Übergriffen zu schützen, wurde 1805 ein Gebirgsschützen-Korps aufgestellt, dessen Vorgeschichte bis 1492 zurückreicht. 1869 wurden die Gebirgsschützen als staatliche Einrichtung der Armee aufgelöst, bestanden aber teilweise als private Traditionsverbände fort. Einen direkten Übergang von diesen Ur-Gebirgstruppen zu den modernen Gebirgstruppen wie in Österreich gab es im Deutschen Reich nicht.
Ihre Tradition wird heute von zivilen Vereinigungen weitergeführt. Sie spielen in ihren Heimatregionen eine große Rolle für das kulturelle Selbstverständnis und pflegen gewisse militärische Bräuche, sind aber kein Bestandteil regulärer Streitkräfte mehr, obwohl sie durchaus Verbindungen zu den in den jeweiligen Regionen stationierten Truppenteilen pflegen.

## Gebirgstruppe der Armee des Deutschen Reiches
1892 wurde bei den Jäger-Bataillonen Nr. 8 in Schlettstadt und Nr. 10 in Goslar Skiausbildung durchgeführt. Eigene Schneeschuhtruppen stellte man erst auf, nachdem man zu Beginn des Ersten Weltkrieges in den Vogesen auf französische Chasseurs alpins traf. Am 21. November 1914 trat in München das Bayerische Schneeschuhbataillon Nr. 1 zusammen. Kurz darauf folgten die Württembergische Schneeschuhkompanie Nr. 1 sowie die Preußischen Schneeschuhbataillone Nr. 2 und Nr. 3.
Im Mai 1915 wurde das Deutsche Alpenkorps unter dem Kommando von Generalleutnant Konrad Krafft von Dellmensingen, der als Gründungsvater der deutschen Gebirgstruppen gilt, zu dem Zweck aufgestellt, Österreich-Ungarn bei der Verteidigung seiner bedrohten Grenze zu Italien zu unterstützen.
Es bestand aus der 1. bayerischen Jägerbrigade und der 2. Jägerbrigade, zu der auch die Schneeschuhbataillone gehörten. Hinzu traten noch Korpstruppen. Das Alpenkorps musste zunächst seine Soldaten auf schwierige Aufgaben vorbereiten: eine teils hochalpine Front und ein zahlenmäßig überlegener Gegner, der mit den Alpini über eine sehr gut ausgebildete Gebirgstruppe verfügte. Es wurde eine Verteidigungslinie mit zugehöriger Infrastruktur aufgebaut. Wertvolle Erfahrungen im Gebirgskampf konnten gesammelt werden, und das Alpenkorps wurde allmählich zu einer gefestigten Truppe. Die Gefechtstätigkeit selbst war eher gering, das Alpenkorps diente primär dazu, dem Verbündeten den Rücken zu stärken. Ohne die Mitwirkung des Deutschen Alpenkorps wäre jedoch ein italienischer Durchbruch im Dolomiten-Raum möglich gewesen.
Als das Deutsche Alpenkorps Mitte Oktober 1915 von der inzwischen gefestigten Tiroler Front zum Einsatz nach Serbien abrückte, wurde ihm das Edelweiß-Abzeichen der österreichischen Gebirgstruppe durch den Kommandierenden General der österreichischen Südwestfront, Erzherzog Eugen, im Hotel Elefant in Brixen als Anerkennung seiner Leistung zur Abwehr der italienischen Offensiven im österreichisch-ungarischen Alpenraum zuerkannt. Seitdem tragen Angehörige aller deutschen Gebirgstruppen dieses Emblem an der Mütze, allerdings anders als in Österreich mit dem Stiel nach vorne.
Ab 1916 war das Alpenkorps in der Schlacht um Verdun eingesetzt, 1916/17 kämpfte es in Siebenbürgen und Rumänien. Im Herbst 1917 wurde es während der Zwölften Isonzoschlacht wieder an der Adriafront eingesetzt, im Jahre 1918 in Flandern und an der Somme. Bei Kriegsende stand das Alpenkorps in Mazedonien.

## Gebirgstruppe der Reichswehr
Der Friedensvertrag von Versailles begrenzte die Stärke des Heeres der neuen deutschen Reichswehr auf 100.000 Mann. Trotz dieser geringen Stärke wollte man auf die sich im Ersten Weltkrieg bewährten Gebirgstruppen nicht verzichten. Der Versailler Vertrag verbot allerdings auch, Gebirgstruppen zu unterhalten. Dennoch wurde bei jeder Division ein Jägerbataillon aufgestellt und mit Gebirgsausrüstung versehen. Im Juli 1925 ist ein Teil dieser Bataillone als Gebirgstruppe mit Hochgebirgsausrüstung ausgestattet worden, ein anderer Teil erhielt eine Sonderausrüstung für Mittelgebirge.

## Gebirgstruppe der Wehrmacht

Rekrutenangelobung beim Gebirgsjäger-Regiment 138 (3. Gebirgs-Division) in der Turba-Kaserne in Pinkafeld am 31. Mai 1939.

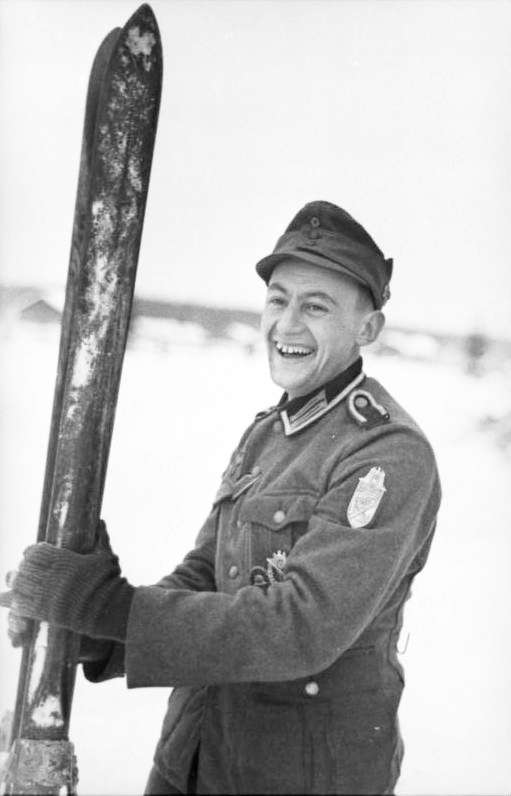
Gebirgsjäger der Wehrmacht mit Narvikschild am Ärmel

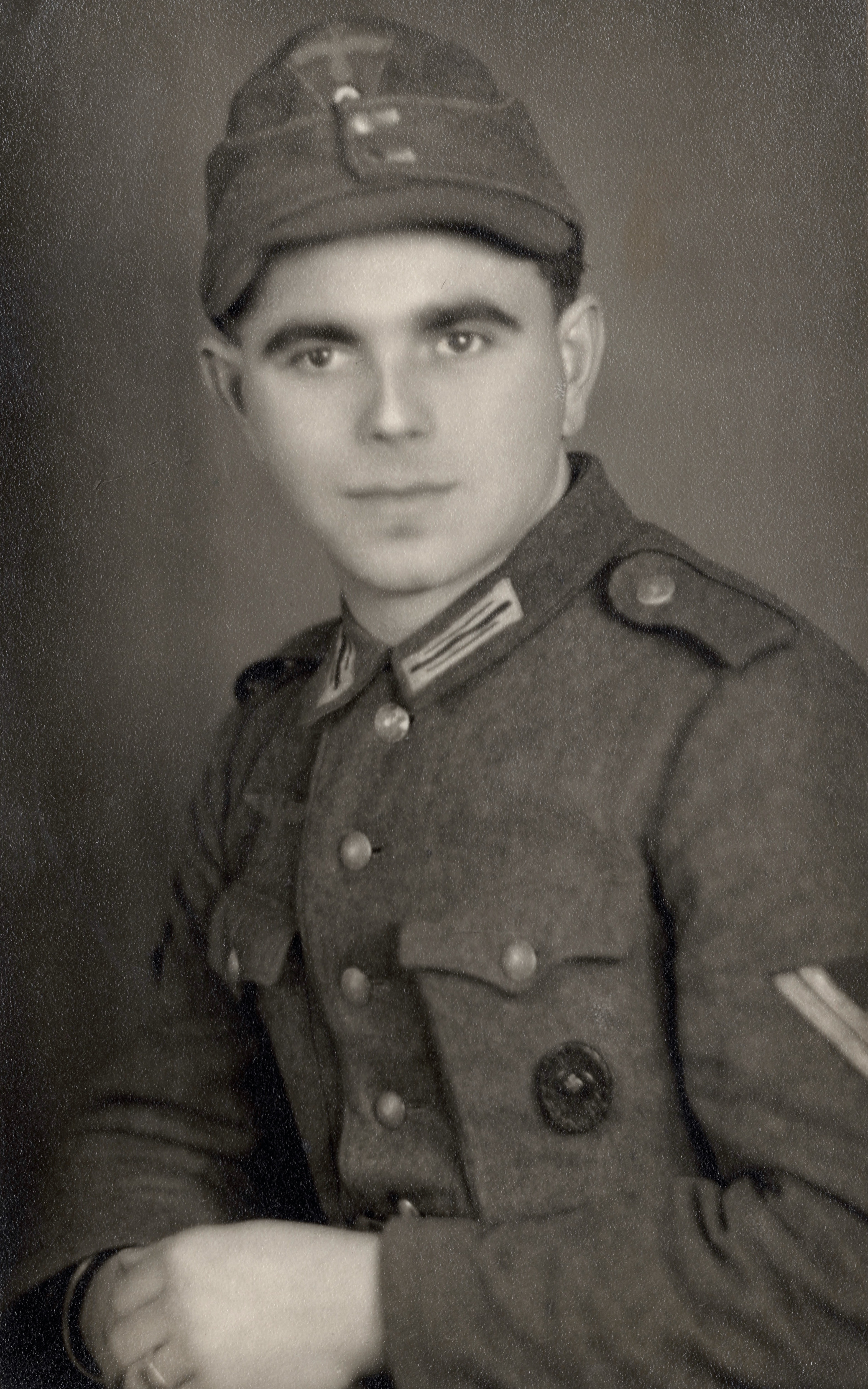
Ein Obergefreiter des 54. Gebirgs-Pionier-Bataillon, Mittenwald, Januar 1945

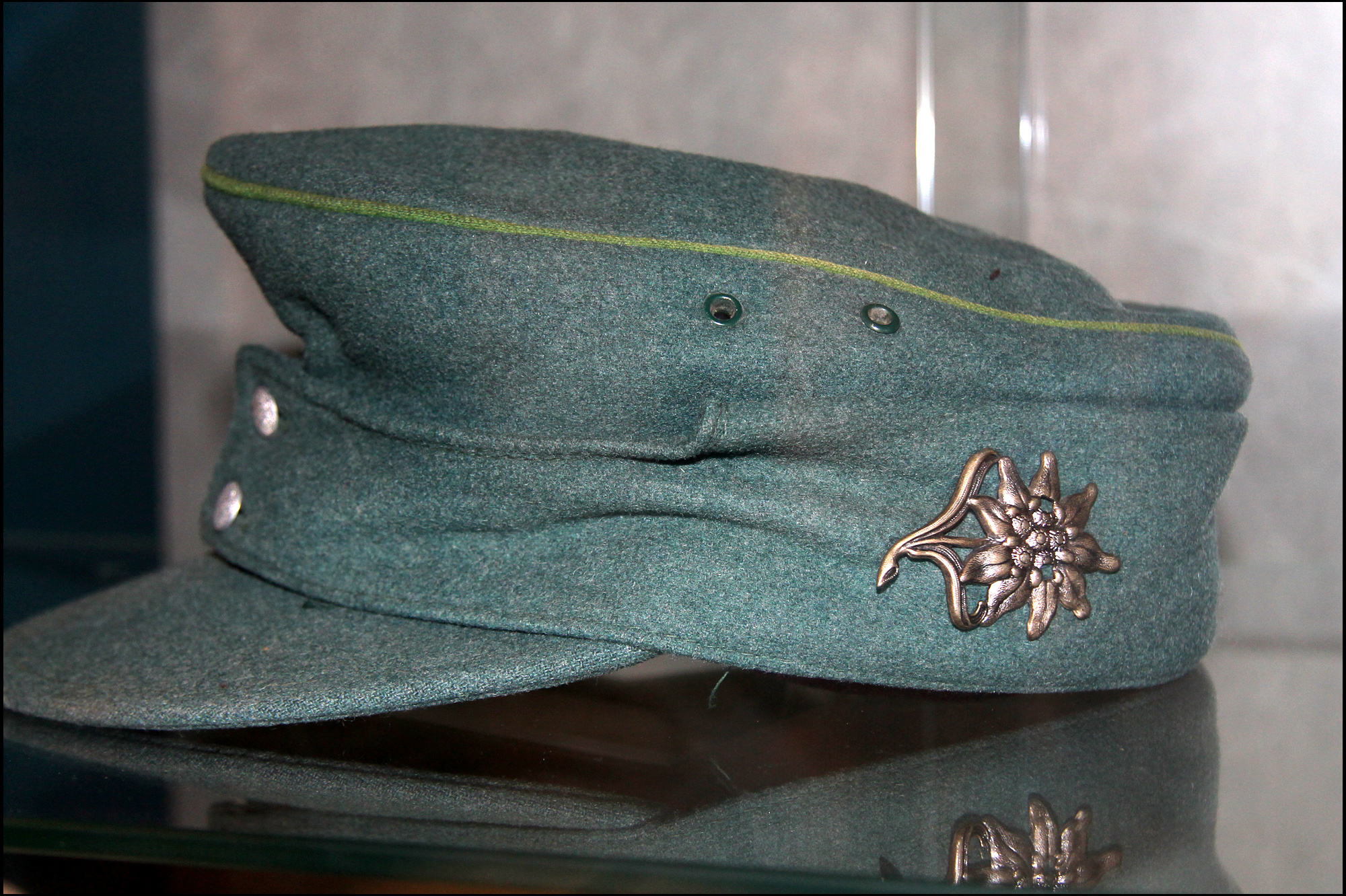
Gebirgsjägermütze

### Formationsgeschichte
Am 16. März 1935 wurden in Deutschland im Rahmen der Kriegsvorbereitungen die Rüstungsbeschränkungen des Versailler Vertrags für gegenstandslos erklärt und das „Gesetz über den Aufbau der Wehrmacht“ erlassen. Die Wehrpflicht wurde wieder eingeführt und die bestehende Reichswehr in Wehrmacht umbenannt. Die Aufstellung von 36 Heeresdivisionen war geplant. Aus den vorhandenen wenigen Gebirgseinheiten entstand zunächst eine Gebirgsbrigade, die durch Neuaufstellungen bis zum Spätherbst 1937 zur 1. Gebirgs-Division aufwuchs. Die Annexion Österreichs („Anschluss“) im März 1938 brachte eine Verstärkung durch die Gebirgstruppen des ehemaligen Bundesheeres, die bei Aufstellung der 2. und 3. Division als deren Kerntruppen verwendet wurden.
Insgesamt stellte die Wehrmacht über elf Gebirgs-Divisionen auf:
- 1. Gebirgs-Division
- 2. Gebirgs-Division
- 3. Gebirgs-Division
- 4. Gebirgs-Division
- 5. Gebirgs-Division
- 6. Gebirgs-Division
- 7. Gebirgs-Division
- 8. Gebirgs-Division
- 9. Gebirgs-Division, vormals 9. Gebirgs-Division (Ost)
- 10. Gebirgs-Division vormals 9. Gebirgs-Division (Nord)
- 188. Gebirgs-Division vormals 188. Reserve-Gebirgs-Division

Hinzu kamen die 1. Ski-Jäger-Division und einige außerhalb der Gebirgs-Divisionen verwendete Gebirgstruppenteile.
Übergeordnete Großverbände (20. Gebirgs-Armee, XV., XVIII., XIX., XXI., XXII., XXXVI., XXXXIX. und LI. Gebirgs-Armeekorps, Gebirgs-Korps Norwegen) konnten auch ganz oder teilweise aus Nicht-Gebirgstruppen bestehen.

### Einsätze

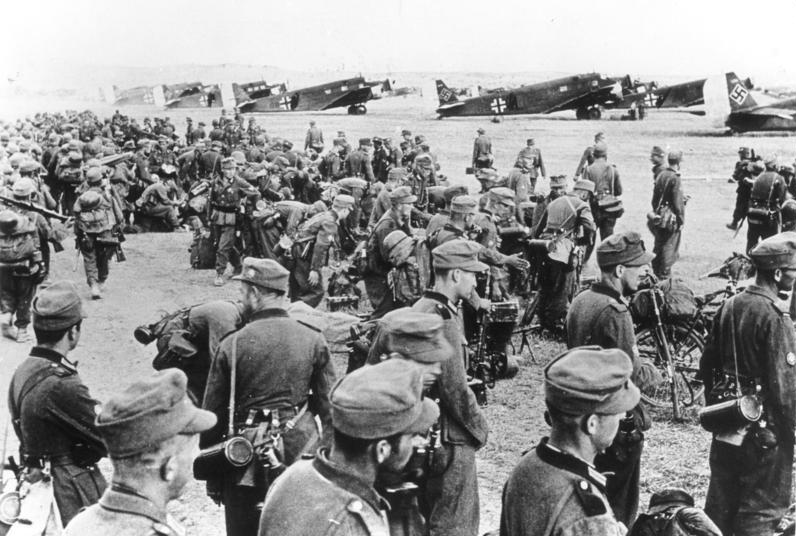
Gebirgsjäger auf einem Flugfeld warten auf den Transport mit Ju 52 nach Kreta

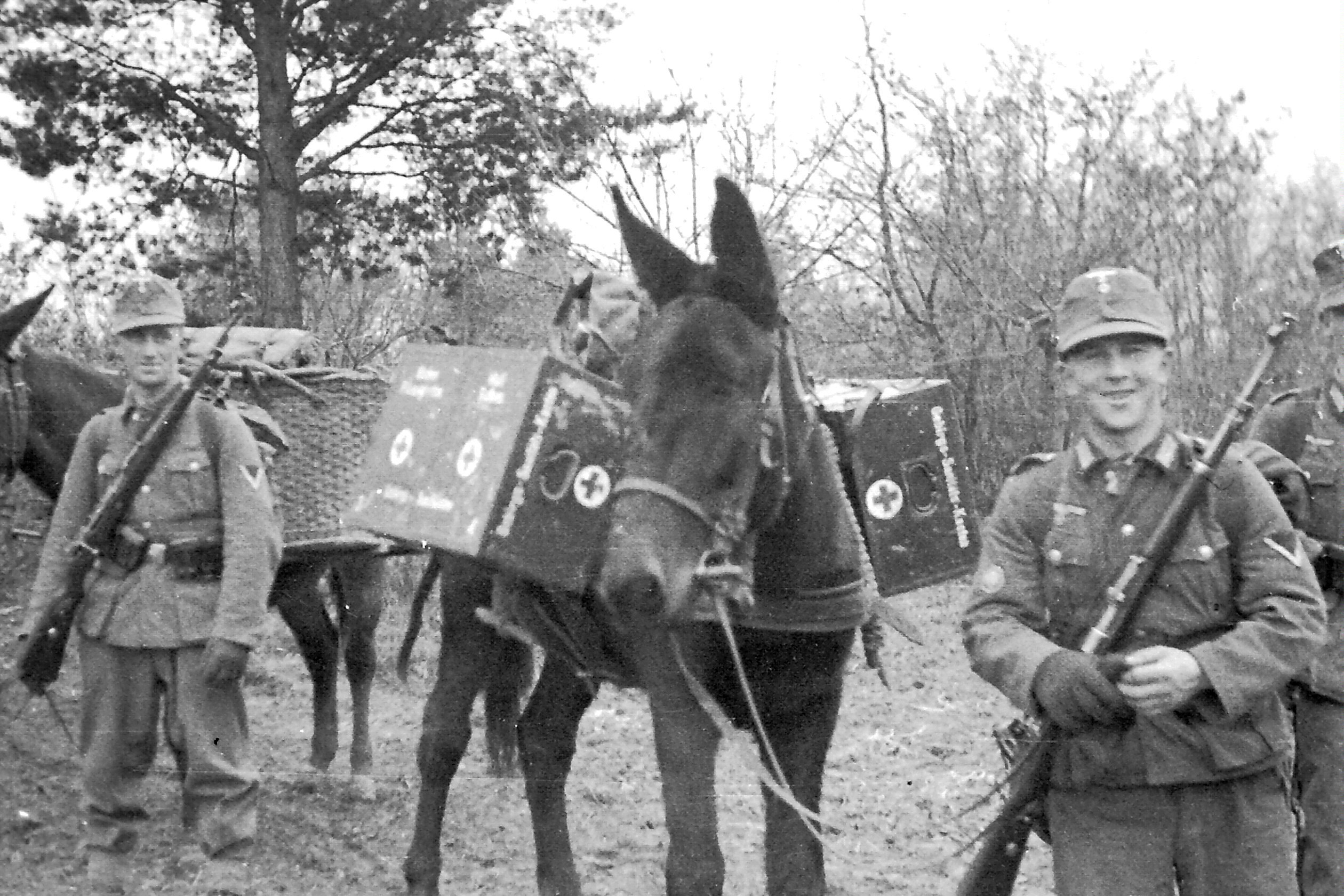
Gebirgssanitäter der Gebirgstruppe 1940

Die Gebirgstruppe kämpfte nicht nur im Gebirge (z. B. Kaukasus, Karpaten, Alpen, Apennin), sondern auch in unwegsamen Gebieten wie in ausgedehnten Wald- und Sumpfgebieten (z.B in Russland) und unter arktischen Klimabedingungen (z. B. Nord-Norwegen und Nord-Finnland). Sie wurde auch nach Luftanlandung als Verstärkungskräfte der Fallschirmjäger eingesetzt, so in Norwegen und auf Kreta. Weitere Kampfräume waren in Polen, Frankreich, Italien, auf dem Balkan und in Nordafrika (Tunesien).
Auch bei Seelandeunternehmen wie der Invasion in Norwegen und Dänemark am 9. April 1940 sowie als luftbeweglich gemachte Kräfte bei der Einnahme von Narvik fand die Gebirgstruppe als luftransportfähige leichte Infanterie Verwendung. Im Rahmen der Invasion Norwegens konnten während der Schlacht um Narvik 2000 Gebirgsjäger (zusammen mit weiteren 2000 Matrosen von versenkten Kriegsschiffen) das bergige Gelände um die Stadt gegen eine Übermacht von 24.500 alliierten Soldaten halten, um die strategisch wichtige Erzbahn zu sichern.
Ab Juni 1941 waren Gebirgsjäger auch in der arktischen Tundra im äußersten Nordosten Norwegens und Finnlands gegen sowjetische Truppen im Einsatz. Die deutschen Gebirgstruppen wurden hierbei von der finnischen Armee unterstützt, die ihrerseits ausgezeichnete erfahrene Skijäger stellte.    
Bei der Eroberung Kretas im Rahmen der Operation Merkur Ende Mai 1941 unterstützten Gebirgsjäger die Fallschirmjäger, die die Hauptlast des Angriffs zu tragen hatten. 2300 Gebirgsjäger wurden per Schiff nach Kreta gebracht, wobei ein Schiff von der britischen Flotte versenkt wurde und 300 Mann dabei den Tod fanden. Weitere 4000 Gebirgsjäger wurden nach Kreta eingeflogen (meist mit Ju 52-Maschinen), oft unter direktem Beschuss bei Landung, Ausstieg,  Deckungssuche und Stellungsbezug. In dem gebirgigen Kreta konnten sich die leicht bewaffneten Gebirgsjäger schnell bewegen und erfolgreich die englischen, australischen, neuseeländischen und griechischen Verbände bezwingen. Die Insel konnte trotz alliierter Übermacht binnen zwölf Tagen erobert werden. 
Im Rahmen der zweiten Sommeroffensive ("Unternehmen Blau") 1942 gegen die Sowjetunion rückten deutsche Gebirgstruppen auch in den Kaukasus vor. In den unzähligen Tälern und Schluchten dieses Gebirges wurden sie hierbei stellenweise von dort einheimischen Bergvölkern wie den Karatschaiern unterstützt. Die Gebirgsjäger nahmen die wichtigsten Passübergänge des Kaukasus ein, wobei es mitunter auch zu Kämpfen gegen sowjetische Soldaten kam. So konnte in den Karakara-Bergen um den Maruch-Pass (2748 m) eine sowjetische Brigade durch einen Überraschungsangriff aufgerieben werden. Maßgeblichen Anteil daran hatte der bekannte Himalaya-Bergsteiger und Gebirgsjäger-Offizier Paul Bauer. Auch wurde der Gipfel des Elbrus (5642 m) von einem Hochgebirgstrupp bestiegen.  
Die beiden südlichsten Punkte des deutschen Vormarsches im Osten überhaupt wurden von Gebirgsjägern erreicht: zum einen der Kluchor-Pass (2781 m) direkt an der georgischen Grenze und zum anderen der Gudauta-Pass südlich der Ortschaft Pschu, bereits weit in Georgien gelegen. 
Da in den von Deutschland besetzten Ländern Europas unwegsame Bergregionen das bevorzugte Operationsgebiet von Partisanen waren, wurde die Gebirgstruppe auch zur Partisanenbekämpfung eingesetzt (insbesondere auf dem Balkan).

### Nationalsozialistische Propaganda
Die Erfolge der Gebirgstruppe wurden vom NS-Regime bzw. der nationalsozialistischen Propaganda genutzt und zuweilen überbewertet oder übertrieben. So wurde Generaloberst Eduard Dietl (NSDAP-Mitglied seit 1921) von Propagandaminister Joseph Goebbels zum „Helden von Narvik“ stilisiert.
Der Major der Gebirgstruppe Albert Hohenester schuf propagandistische Karikaturen und Gemälde aus dem Alltag seiner Truppe.
Propagandistisch wurde von der damaligen Presse auch die Gipfelbesteigung am 21. August 1942 von Hochgebirgsjägern der „gemischten Elbruskompanie“ des Westgipfels des Elbrus – mit 5642 m der höchste Berg des Kaukasus- genutzt, die dort die Hakenkreuzfahne hissten, nachdem sie zuvor das in 4200 Meter Höhe gelegene Elbrus-Haus mit 80 Mann sowjetischer Besatzung erobert hatten. 
Der am 15. März 1944 eingerichtete NS-Führungsstab des Heeres beim Oberkommando des Heeres stand mit Ferdinand Schörner bzw. ab 15. Mai 1944 mit Georg von Hengl unter dem Kommando eines Generals der Gebirgstruppe.

### Kriegsverbrechen

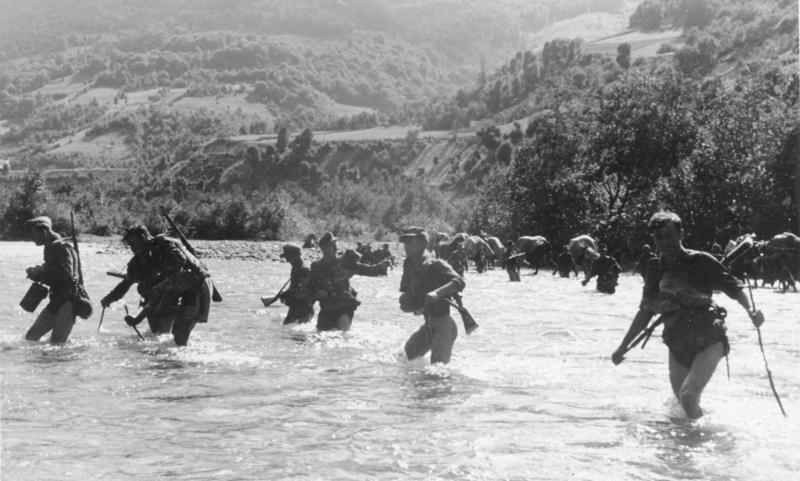
Gebirgsjäger durchqueren während des Zweiten Weltkriegs einen Fluss an der albanisch-serbischen Grenze, Juli 1944

Gebirgstruppen der Wehrmacht begingen unter anderem auf den Kriegsschauplätzen in Italien und Griechenland Kriegsverbrechen im Rahmen des Befehls vom 16. Dezember 1942:

„[…] Wenn dieser Kampf gegen die Banden sowohl im Osten wie auf dem Balkan nicht mit den allerbrutalsten Mitteln geführt wird, so reichen in absehbarer Zeit die verfügbaren Kräfte nicht mehr aus, um dieser Pest Herr zu werden. Die Truppe ist daher berechtigt und verpflichtet, in diesem Kampf ohne Einschränkungen auch gegen Frauen und Kinder jedes Mittel anzuwenden, wenn es nur zum Erfolg führt…“

Anfang Juli 1943 wurde die 1. Gebirgs-Division nach Westgriechenland in den Epirus verlegt, da die Erfolge der ELAS im Partisanenkampf eine Verstärkung der deutschen Besatzungstruppen notwendig machten, und als Antwort darauf der militärische Druck intensiviert werden sollte.
In dem westgriechischen Dorf Kommeno töteten Soldaten der Division am 16. August 1943 317 Einwohner, da sich Widerstandskämpfer aus dem Ort mit Nahrungsmitteln versorgt hatten. Allein in den drei Monaten zwischen Anfang Juli und Anfang Oktober 1943 zerstörten Truppen der Division etwa 207 Ortschaften mit 4.500 Häusern und tötete über 2.000 Griechen und Albaner, darunter Frauen, Alte und Kinder. Ein Indiz dafür, dass es höchst selten zu Gefechten mit Partisanen kam, ist die Tatsache, dass „nur“ 23 Gebirgsjäger in diesem Zeitraum gefallen sind.
Soldaten der Division erschossen beim Massaker auf Kefalonia zwischen dem 21. und 24. September 1943 etwa 5.200 italienische Soldaten und fast alle Offiziere, wobei der Großteil davon nach Ende der Kampfhandlungen ermordet wurde. Diese Angehörigen der italienischen Division „Acqui“ hatten sich auf den griechischen Inseln Kefalonia und Korfu kurz zuvor den Deutschen ergeben. Diese Massenerschießung erfolgte aufgrund von Befehlen des Oberkommandos der Wehrmacht und stellte einen klaren Verstoß gegen das Kriegsvölkerrecht dar. Dies war eines der schwersten Kriegsverbrechen in unmittelbarer Täterschaft von Wehrmachteinheiten.
Darüber hinaus unterstützten Gebirgstruppen die Geheime Feldpolizei bei der Deportation der jüdischen Bevölkerung in Griechenland.
Soldaten der 1. Kompanie des Gebirgs-Pionier-Bataillons 818 erschossen im toskanischen Falzano bei Cortona drei Männer und eine 74-jährige Frau als Vergeltung für den Tod von zwei deutschen Soldaten, die am 26. Juni 1944 im Gefecht mit italienischen Partisanen gefallen waren. Am Tag darauf töteten die Gebirgssoldaten zehn weitere Zivilisten mit Dynamit und Maschinengewehren.

#### Juristische Aufarbeitung
Die Strafverfolgung oblag unmittelbar nach Kriegsende den Alliierten. General der Gebirgstruppe Ludwig Kübler wurde 1947 in Jugoslawien wegen Kriegsverbrechen zum Tode verurteilt und hingerichtet. Die Westalliierten gingen nachsichtiger mit deutschen Kriegsverbrechern um: Der General der Gebirgstruppe Hubert Lanz wurde von einem US-amerikanischen Militärgericht wegen des Massakers auf Kefalonia im Prozess Generäle in Südosteuropa als Kriegsverbrecher zu 12 Jahren Haft verurteilt, allerdings bereits 1951 aus der Haft entlassen. In Deutschland bestand in den frühen 1950er Jahren wegen der Wiederbewaffnung wenig Interesse an einer systematischen strafrechtlichen Aufarbeitung der Wehrmachtverbrechen. Ermittlungen gegen Angehörige der Gebirgstruppe wurden oft frühzeitig eingestellt, weil über den „Kameradenkreis der Gebirgstruppe“ vermeintliche Entlastungszeugen gefunden wurden. Auch Italien war in den ersten Nachkriegsjahrzehnten des „Kalten Krieges“ nicht nachhaltig an einer Strafverfolgung deutscher Kriegsverbrecher interessiert. Die Zentrale Stelle der Landesjustizverwaltungen zur Aufklärung nationalsozialistischer Verbrechen in Ludwigsburg und die Schwerpunktstaatsanwaltschaft für NS-Verbrechen in Dortmund stellten z. B. die Ermittlungen gegen weitere Täter im Fall Kefalonia ein.
Erst aufgrund neuerer zeitgeschichtlicher Forschungen wie denen von Jakob Knab und Hermann Frank Meyer und Ermittlungen italienischer Behörden kam wieder Bewegung in die strafrechtliche Aufarbeitung. Ein italienisches Militärgericht in La Spezia verurteilte in den Jahren 2005 und 2006 wegen des Vorfalls in Falzano den Kompaniechef der Gebirgspioniere, Josef Scheungraber und zehn weitere deutsche Täter in Abwesenheit zu lebenslanger Haft. Lediglich Scheungraber wurde Ende 2008 auch in Deutschland vor Gericht gestellt und am 11. August 2009 zu lebenslanger Haft verurteilt. Die anderen zehn in Italien Verurteilten wurden in Deutschland bisher nicht belangt. Es liegen rund zweihundert Namen von Angehörigen der Gebirgstruppe der Wehrmacht vor, die Kriegsverbrechen begangen haben sollen. Häufiges Hindernis für eine gerichtliche Verurteilung ist, dass, auch wenn die vorsätzlichen Tötungen nachweisbar sind, der zweifelsfreie Beweis des Vorliegens eines Mordmerkmals nicht gelingt. Eine Verurteilung wegen Mordes scheitert dann aus Mangel an Beweisen, eine wegen Totschlages wegen inzwischen eingetretener Verjährung.

## Gebirgstruppe der Waffen-SS

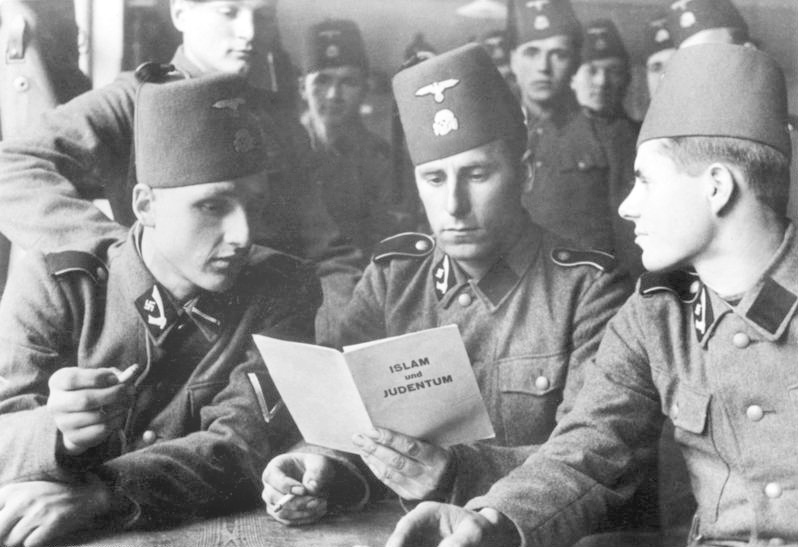
Soldaten der Waffen-SS-Gebirgs-Division Handschar lesen eine Broschüre „Islam und Judentum“ (1943)

Ab 1941 wurden in der Waffen-SS folgende Gebirgs-Divisionen aufgestellt:
- 6. SS-Gebirgs-Division „Nord“
- 7. SS-Freiwilligen-Gebirgs-Division „Prinz Eugen“
- 13. Waffen-Gebirgs-Division der SS „Handschar“ (kroatische Nr. 1)
- 21. Waffen-Gebirgs-Division der SS „Skanderbeg“
- 23. Waffen-Gebirgs-Division der SS „Kama“
- 24. Waffen-Gebirgs-(Karstjäger-)Division der SS

Diese Großverbände sehr unterschiedlicher Qualität und Herkunft wurden überwiegend im Partisanenkrieg eingesetzt, wobei insbesondere die Division „Prinz Eugen“ durch ihre Brutalität und eine Vielzahl von Kriegsverbrechen auffiel.
Wie die Wehrmacht-Gebirgstruppen waren auch die Angehörigen der Gebirgstruppen der Waffen-SS wie der Ordnungspolizei durch das Edelweiß gekennzeichnet. Die Waffenfarbe war in Anlehnung an die Wehrmachts-Gebirgstruppen  Jägergrün.

## Gebirgstruppe der Ordnungspolizei
Unter den 1942 von der Ordnungspolizei aus bis dahin selbstständigen Bataillonen gebildeten Regimentern war auch ein für den Gebirgseinsatz eigens ausgebildetes Polizei-Gebirgsjäger-Regiment (in der Reihung der Polizeiregimenter Nr. 18), es wurde für den Einsatz im nördlichen Kaukasus aufgestellt. Die Wehrmacht musste sich Ende 1942 aus diesem Gebiet zurückziehen, daher kam das Polizei-Gebirgsjäger-Regiment 18 zuerst an die Kiestinki-Front in Finnland und dann im Sommer 1943 nach Griechenland.
Wie allen Polizeiregimentern wurden dem Verbandsnamen durch Erlass vom 12. März 1943 der Zusatz „SS-“ vorangestellt. Angehörige des I. Bataillons (vormals Pol.Batl. 302) und der Polizei-Gebirgs-Artillerieabteilung wurden im Frühjahr 1944 in Athen bei der Deportation der Juden in die Konzentrationslager eingesetzt.

## Gebirgstruppe der Bundeswehr

### Auftrag
Die Gebirgstruppe der Bundeswehr ist vor allem für den Kampf unter extremen Bedingungen vorgesehen. Dazu zählen extreme Witterung mit Schwerpunkt Winter und schwieriges Gelände wie Gebirge, Hochgebirge, Wüsten und arktische Gebiete.
Beim Kampf im Gebirge ist die Kontrolle von Pässen, das Halten von Höhen und die Aufklärung feindlicher Truppenbewegungen von besonders geeigneten Beobachtungspunkten herab von taktischer Bedeutung.
Die Kampftruppe der Gebirgstruppe der Bundeswehr wird durch die Gebirgsjägertruppe gebildet. Der Schwerpunkt liegt daher auf dem infanteristischen Kampf mit Handwaffen gegen feindliche, ungepanzerte oder nur leicht gepanzerte Bodentruppen. Zur Abwehr gepanzerter Truppen, deren Einsatz im Hochgebirge aber nur bedingt zu erwarten ist, ist die Gebirgstruppe nur bedingt in der Lage. Dazu bildet sie mit Panzerabwehrhandwaffen ausgerüstete Panzervernichtungstrupps oder greift auf die in den schweren Kompanien auf Wiesel verlasteten Panzerabwehrsysteme zurück. Die schweren Kompanien unterstützen den Kampf gegen Infanterie mit Maschinenkanonen sowie durch Mörser.
Der Ausbau von Höhenstellungen zu Artilleriefeuerstellungen und der Übergang zum Stellungskrieg ist durch die Aussteuerung der leichten Gebirgshaubitzen 105 mm nicht mehr vorgesehen. Die Gebirgstruppe verfügt zur artilleristischen Feuerunterstützung über weitreichende Panzerhaubitzen.
Gebirgsjäger kämpfen in der Ebene wie abgesessene Jäger und Fallschirmjäger. Diese Truppengattungen sind besonders für den Orts- und Häuserkampf und den Einsatz in für Panzer ungünstigem Gelände wie in Wäldern oder stark durchschnittenem Gelände befähigt.
Eine besondere Herausforderung ergibt sich im Gebirge für die Logistik. Die Gebirgstruppe verfügt daher über Gebirgstragtiere des Einsatz- und Ausbildungszentrums für Tragtierwesen 230, die auch unter ungünstigen Bedingungen den Nachschub sicherstellen können. Die Gebirgstruppe verfügt darüber hinaus über eigene mit Kraftfahrzeugen ausgestattete Logistikverbände. Die Gebirgstruppe wirkt auch mit der Heeresfliegertruppe zusammen. Piloten, die im Gebirge eingesetzt werden, durchlaufen eine besondere Gebirgsflugausbildung.

### Formationsgeschichte
1956 wurde bei Gründung der Bundeswehr die 1. Gebirgsdivision aufgestellt.
Die Gebirgsjägerbrigaden 22 und 23 sowie die Panzerbrigade 24 als mechanisierte und gepanzerte Kräfte, die nicht für den Gebirgskrieg geeignet war, stellten die Kampftruppen der Division, die 1985 um die aktive gepanzerte Heimatschutzbrigade 56 ergänzt wurden.
Die Gebirgsjägerbrigade 22 wurde 1981 zur Panzergrenadierbrigade 22 umgegliedert. 45 Jahre nach ihrer Gründung wurde die Division im Jahr 2001 mit einem feierlichen Appell in Garmisch-Partenkirchen aufgelöst.
Letzter Großverband der Gebirgstruppe war damit die Gebirgsjägerbrigade 23. 2008 wurde auch das Gebirgsjägerbataillon 571 der Jägerbrigade 37 in Schneeberg aufgelöst, das nach der Übernahme von Teilen der NVA ausgeplant wurde und der einzige Truppenteil der Gebirgsjägertruppe war, der nicht in den Alpen stationiert war.
Heute besteht die Gebirgstruppe der Bundeswehr daher nur noch aus der Gebirgsjägerbrigade 23, die Soldaten unterschiedlicher Truppengattungen zusammenfasst und deren infanteristische Kampftruppen aus drei aktiven Gebirgsjägerbataillonen besteht.

### Truppenteile
Die Zugehörigkeit zur Gebirgstruppe ist nicht genau definiert, da sie keine besondere organisatorische Bedeutung hat. Zieht man aber als Kriterien die Bezeichnung, Tradition, sowie die auf das Hochgebirge abgestimmte Ausrüstung, Uniform und Ausbildung heran, so werden zur Gebirgstruppe der Bundeswehr im Wesentlichen folgende Truppenteile gezählt:
- Gebirgsjägerbrigade 23 „Bayern“, Bad Reichenhall (mit allen unterstellten Truppenteilen)
- Gebirgs- und Winterkampfschule, Mittenwald
- Gebirgsmusikkorps der Bundeswehr, Garmisch-Partenkirchen
- teilaktives Gebirgspanzerbataillon 8, Pfreimd

(Wieder aufgestellt im Jahr 2014. Das Bataillon steht in der Traditionslinie des aufgelösten Gebirgspanzerbataillons 8 in Kirchham. Entgegen der Bezeichnung handelt es sich um ein „reguläres“ Panzerbataillon. Die Soldaten tragen aber das Edelweiß am schwarzen Barett.)
Das Landeskommando Bayern steht aufgrund seines Einsatzraumes und Fähigkeitsprofils sowie der Herkunft vieler seiner Soldaten der Gebirgstruppe und deren Traditionen nahe, ohne ein Teil der Gebirgstruppe im engeren Sinn zu sein. Im Kommando Spezialkräfte sind einige Soldaten der Gebirgs-/Arktiszüge auf den Kampf im Hochgebirge und im Winter spezialisiert.

### Uniformen

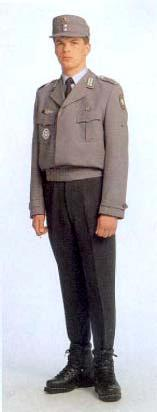
Berganzug mit Bergmütze und Bergschuhen

Da in der Gebirgsjägerbrigade 23 Soldaten verschiedener Truppengattungen dienen, variiert ihre Uniform leicht. Als Zeichen der Zugehörigkeit zur Gebirgstruppe tragen die Soldaten das Edelweiß an ihrer Kopfbedeckung. Außerdem tragen die Angehörigen der Gebirgsjägerbrigade 23 und des Gebirgsmusikkorps der Bundeswehr das Edelweiß als Teil ihres Verbandsabzeichens am Ärmel des Dienstanzugs.
Truppenteile der Gebirgstruppe, insbesondere alle Gebirgsjäger, tragen eine besondere Form des Dienstanzugs: Schibluse, Keilhose, Bergschuhe und Bergmütze anstelle des Baretts.
Der Gebirgstruppe unterstellte Truppenteile der Panzer- und Heeresaufklärungstruppe tragen den „allgemeinen“ Dienstanzug mit Barett. Das Barettabzeichen der Truppengattung wird bei ihnen mit dem Edelweiß-Abzeichen ergänzt.

### Ausbildung und Spezialisierung

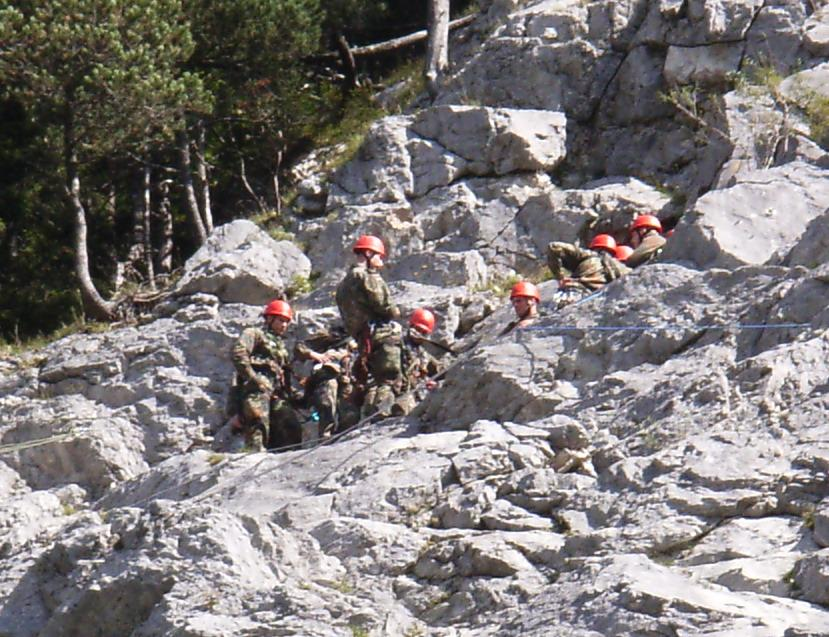
Gebirgsjäger der Bundeswehr bei einer Kletterübung in Mittenwald

Besondere Lehrgänge für den Kampf im Gebirge und unter schwierigen klimatischen Bedingungen werden für die Gebirgstruppe und andere Teile der Infanterie sowie der Spezialkräfte an der Gebirgs- und Winterkampfschule in Mittenwald durchgeführt. Eine besonders weitgehende Ausbildung erhalten dort die Heeresbergführer. Das Einsatz- und Ausbildungszentrum für Tragtierwesen 230 ist für die Ausbildung und Weiterentwicklung des militärischen Tragtierwesens und deren Einsatz zuständig.
Die Angehörigen der verschiedenen Truppengattungen erhalten ihre truppengattungsspezifische, lehrgangsgebundene Ausbildung vorwiegend an ihren jeweiligen Truppenschulen. Die infanteristische Ausbildung der Gebirgsjäger findet gemeinsam mit der Jäger- und Fallschirmjägertruppe im Wesentlichen an der Infanterieschule statt.

### Taktisches Zeichen
Die taktischen Zeichen der Gebirgstruppen folgen dem allgemeinen NATO-Muster und beinhalten ein Dreieck im unteren Feld als stilisierten Hinweis auf das Operationsgebiet im Gebirge. Das taktische Zeichen der Gebirgsjäger zeigt darüber beispielsweise ein Andreaskreuz als Grundzeichen der Infanterie (stilisiert gekreuzte Gewehre, Schwerter oder Bandeliers). Die taktischen Zeichen der anderen Truppengattungen der Gebirgstruppe sind über den Berg hinausgehend identisch mit den taktischen Grundzeichen der jeweiligen Truppengattung. Beispiele:

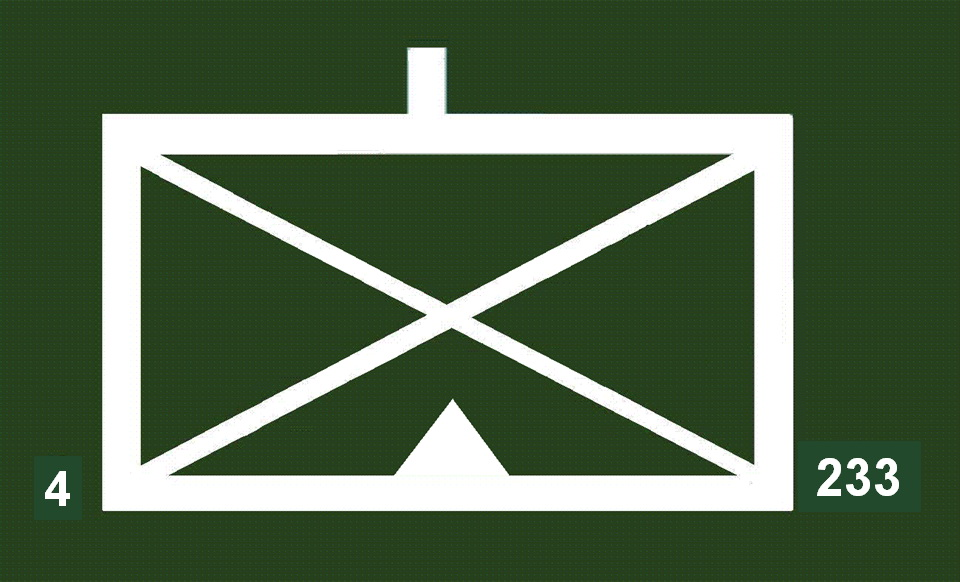
4. Kompanie Gebirgsjägerbataillon 233
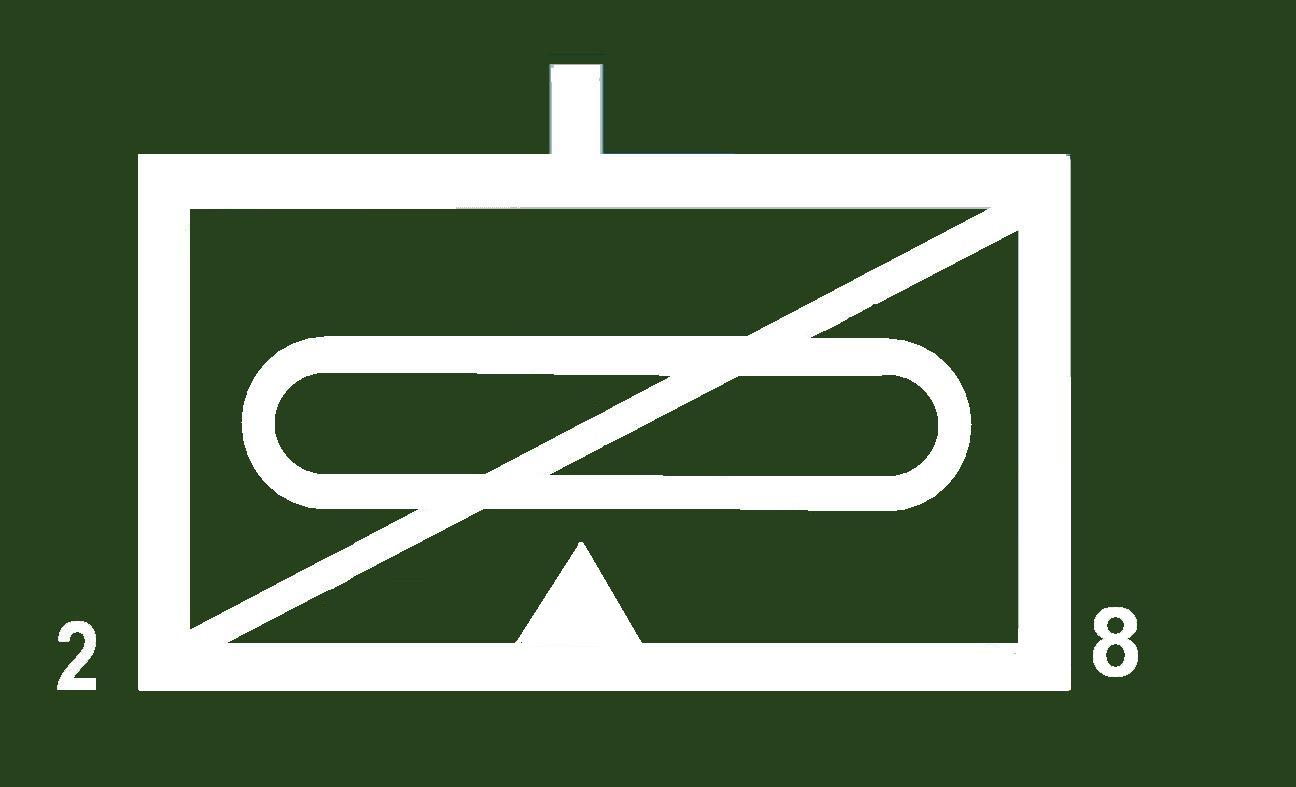
2. Kompanie Gebirgspanzeraufklärungsbataillon 8
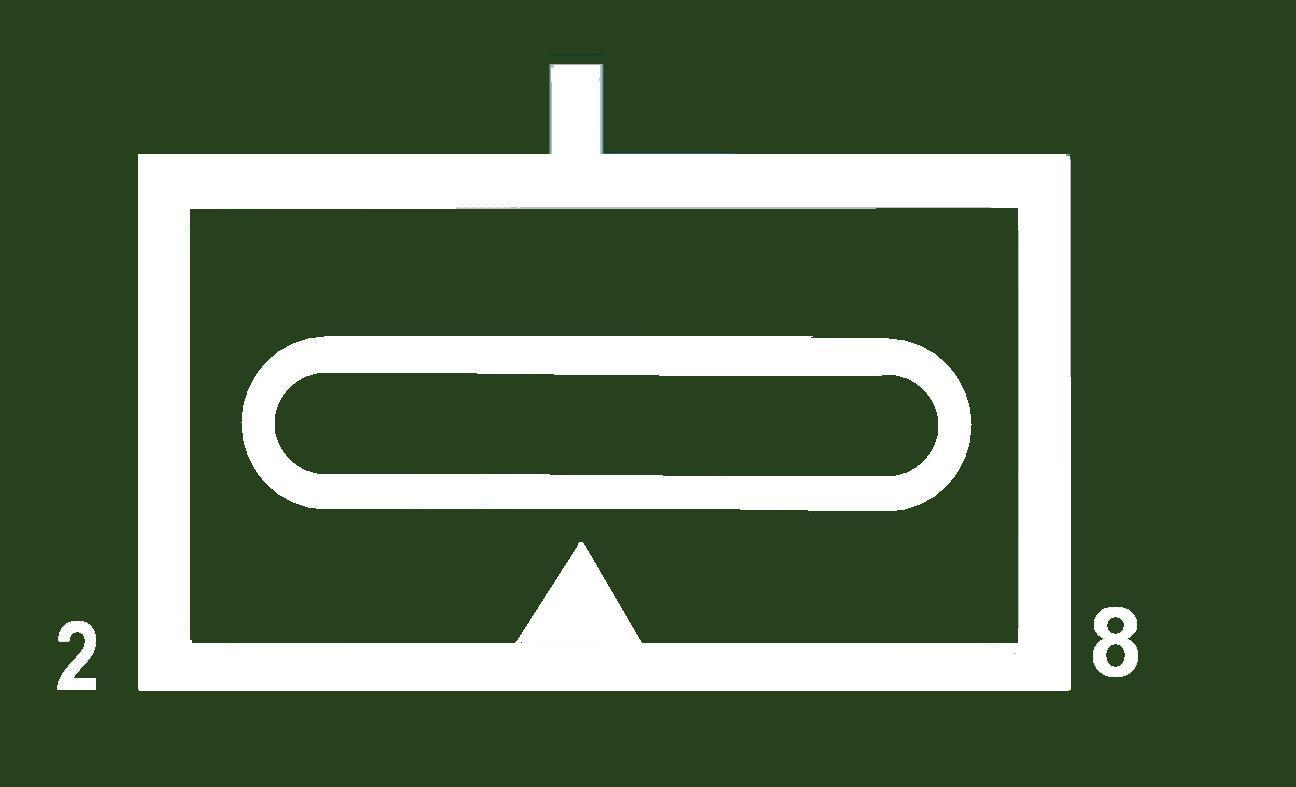
2. Kompanie Gebirgspanzerbataillon 8

## Traditionspflege
Auf Initiative von Franz Josef Strauß erhielten von 1964 bis 1966 drei Kasernen der Bundeswehr die Namen von Generälen der Gebirgstruppe der Wehrmacht: Generaloberst-Dietl-Kaserne in Füssen, General-Kübler-Kaserne in Mittenwald und die General-Konrad-Kaserne in Bad Reichenhall. Nach langer und teilweise leidenschaftlich geführter Debatte verfügte 1995 der damalige Bundesverteidigungsminister Volker Rühe bei zwei der Kasernen deren Umbenennung in Allgäu- (Füssen) bzw. Karwendel-Kaserne (Mittenwald).
Der 1952 von Rudolf Konrad gegründete Kameradenkreis der Gebirgstruppe e. V. ist eine Vereinigung, die sich insbesondere aus aktiven und ehemaligen Soldaten der Gebirgstruppe von Wehrmacht und Bundeswehr zusammensetzt. Der wegen Kriegsverbrechen verurteilte General a. D. Hubert Lanz wurde kurz nach seiner Haftentlassung Ehrenvorsitzender des Kameradenkreises und Vorsitzender im Traditionsverband der 1. Gebirgs-Division. Das Traditionsverständnis, das bei Kameradenkreis und aktiver Truppe lange Zeit herrschte, drückte Franz Josef Strauß in einer Ansprache am 17. Februar 1986 anlässlich des 30-jährigen Jubiläums der 1. Gebirgsdivision so aus: „Für die deutsche Gebirgstruppe war General Kübler als Mensch und Soldat ein Vorbild. Ihm hat die Truppe bis auf den heutigen Tag viel zu verdanken.“ Auch sein Nachfolger Edmund Stoiber, selbst Mitglied des Kameradenkreises, attestierte 2001 der Gebirgstruppe anlässlich der Feier zur Auflösung der Division 2001 eine „unangreifbare Traditionspflege“. Der Kameradenkreis hält jedes Frühjahr am Ehrenmal der Gebirgstruppe auf dem Hohen Brendten bei Mittenwald eine Gedenkveranstaltung für die gefallenen und vermissten Angehörigen der Gebirgstruppe ab.
Unter dem Eindruck zeitgeschichtlicher Forschungen wie denen von Jakob Knab und Hermann Frank Meyer und in Anspielung auf das Stoiber-Zitat gründete sich der Arbeitskreis „Angreifbare Traditionspflege“. Dieser organisierte zusammen mit der VVN in den Jahren 2002 bis 2009 in räumlicher und zeitlicher Nähe zur Brendten-Feier vielfältige Aktionen, in denen an die bisher nur teilweise aufgearbeitete Verstrickung der Gebirgstruppe in Kriegsverbrechen des Zweiten Weltkrieges erinnert wurde.
Der Kameradenkreis weist seinerseits diese Vorwürfe als ungerechtfertigt zurück und erklärt, dass er vielmehr aktiv durch Völkerverständigung zum Frieden beitrage. Der Kommandeur der 10. Panzerdivision, dem die Gebirgsjägerbrigade 23 untersteht, betonte 2005 in seiner Ansprache am Ehrenmal, dass das Gedenken „ausdrücklich auch die Kriegstoten der anderen Seite und die Opfer von Verfolgung und Verbrechen, die von Deutschen und im deutschen Namen begangen wurden“ umfasse, und es eben nicht um eine „unzeitgemäße und kritiklose Heldenverehrung, sondern auch um ein kritisches Bekenntnis zur deutschen Geschichte und Orientierung am Leiden der Verfolgten und Gedemütigten, um politisches Mitdenken und Mitverantworten, demokratisches Wertebewusstsein, Vorurteilslosigkeit und Toleranz, Bereitschaft und Fähigkeit zur Auseinandersetzung mit den ethischen Fragen des soldatischen Dienstes“ gehe. Die Bundesregierung teilte auf eine Kleine Anfrage der Linksfraktion mit, dass „Totenehrungen im Rahmen von Gedenkfeiern für die Opfer von Krieg und Gewaltherrschaft ausdrücklich in der Traditionspflege der Bundeswehr“ stünden und „die Zusammenarbeit zwischen der Bundeswehr und dem Kameradenkreis der Gebirgstruppen sowie die Teilnahme von Soldaten der Streitkräfte an der so genannten ‚Brendtenfeier‘ daher nicht zu beanstanden seien“.
Angehörigen des österreichischen Bundesheeres wurde die Teilnahme an der Brendten-Feier hingegen durch Weisung des österreichischen Verteidigungsministers Norbert Darabos aus dem Jahr 2007 wegen fehlender Distanz der Veranstaltung zur NS-Ideologie untersagt.